# Chef-Haut
Chef-Haut  é uma comuna francesa na região administrativa de Grande Leste, no departamento de Vosges. Estende-se por uma área de 3,18 km². Em 2010 a comuna tinha 48 habitantes (densidade: 15,1 hab./km²).